# Classe Samuel Beckett
La classe Samuel Beckett est une série de 4 patrouilleurs océaniques commandée par la marine irlandaise mise en chantier d'octobre 2010 à 2018. Le premier navire du nom de Samuel Beckett, LÉ Samuel Beckett (P61) a été mis en service en mai 2014  pour remplacer LÉ Emer (P21) mis hors service en septembre 2013. La construction de ce premier navire a commencé en novembre 2011. Trois autres bâtiments ont été nommés d'après James Joyce, William Butler Yeats et George Bernard Shaw et livrés en 2015, 2016 et 2018 respectivement.

## Histoire de la construction
Vard Marine Inc. (anciennement STX Marine) a conçu les navires, qui ont des caractéristiques communes avec une conception antérieure, la classe Róisín, en service dans la marine irlandaise depuis 1999.
Les navires OPV de 90 mètres (300 pieds) sont désignés PV90 par Babcock International Group et environ 10 mètres (33 pieds) de plus avec une profondeur supplémentaire de 0,6 mètre (2 pieds 0 pouces) par rapport aux navires PV80 de la classe Róisín. Ceci était destiné à augmenter ses capacités dans les eaux agitées de l'Atlantique Nord. Le navire PV90 est conçu pour transporter un équipage de 44 personnes et peut accueillir jusqu'à 10 stagiaires. La vitesse de croisière publiée des navires est de 16 nœuds (30 km/h), avec une vitesse maximale de 23 nœuds (43 km/h).
La marine néo-zélandaise utilise une version de 85 mètres (279 pieds) de la conception OPV de Vard Marine Inc., appelée navire de patrouille offshore de classe Protector. Il s'agit d'une version modifiée des anciens navires de classe PV80 Róisín - avec héliport et hangar incorporés.
Les navires de la classe Samuel Beckett sont conçus pour transporter des submersibles télécommandés et une chambre de décompression pour les plongeurs. Cela vise à ajouter des capacités améliorées pour entreprendre la recherche et le sauvetage, la recherche et la récupération, l'exploration sous-marine et une surveillance accrue des zones maritimes. La zone de pont élargie permettrait également de déployer potentiellement des drones pour la première fois. Les caractéristiques comprennent également des systèmes de positionnement dynamique et des «systèmes de prise de force» pour permettre des économies de carburant, car les moteurs principaux peuvent être arrêtés et l'énergie provenant du stockage de la batterie ou d'un moteur plus petit et plus économique.

## Classe Samuel Beckett
| Nom                           | Pennant number | Constructeur                        | Quille           | Mise à l'eau     | Mis en service   | Statut |
| ----------------------------- | -------------- | ----------------------------------- | ---------------- | ---------------- | ---------------- | ------ |
| LÉ Samuel Beckett (P61)       | P61            | Babcock Marine Appledore Angleterre | 19 Mai 2012      | 3 Novembre 2013  | 17 Mai 2014      | Actif  |
| LÉ James Joyce (P62)          | P62            | Babcock Marine Appledore Angleterre | 5 Novembre 2013  | 23 Novembre 2014 | 1 Septembre 2015 | Actif  |
| LÉ William Butler Yeats (P63) | P63            | Babcock Marine Appledore Angleterre | 26 Novembre 2014 | 10 Mars 2016     | 17 Octobre 2016  | Actif  |
| LÉ George Bernard Shaw (P64)  | P64            | Babcock Marine Appledore Angleterre | 28 Février 2017  | 2 Mars 2018      | 30 Avril 2019    | Actif  |

## Galerie

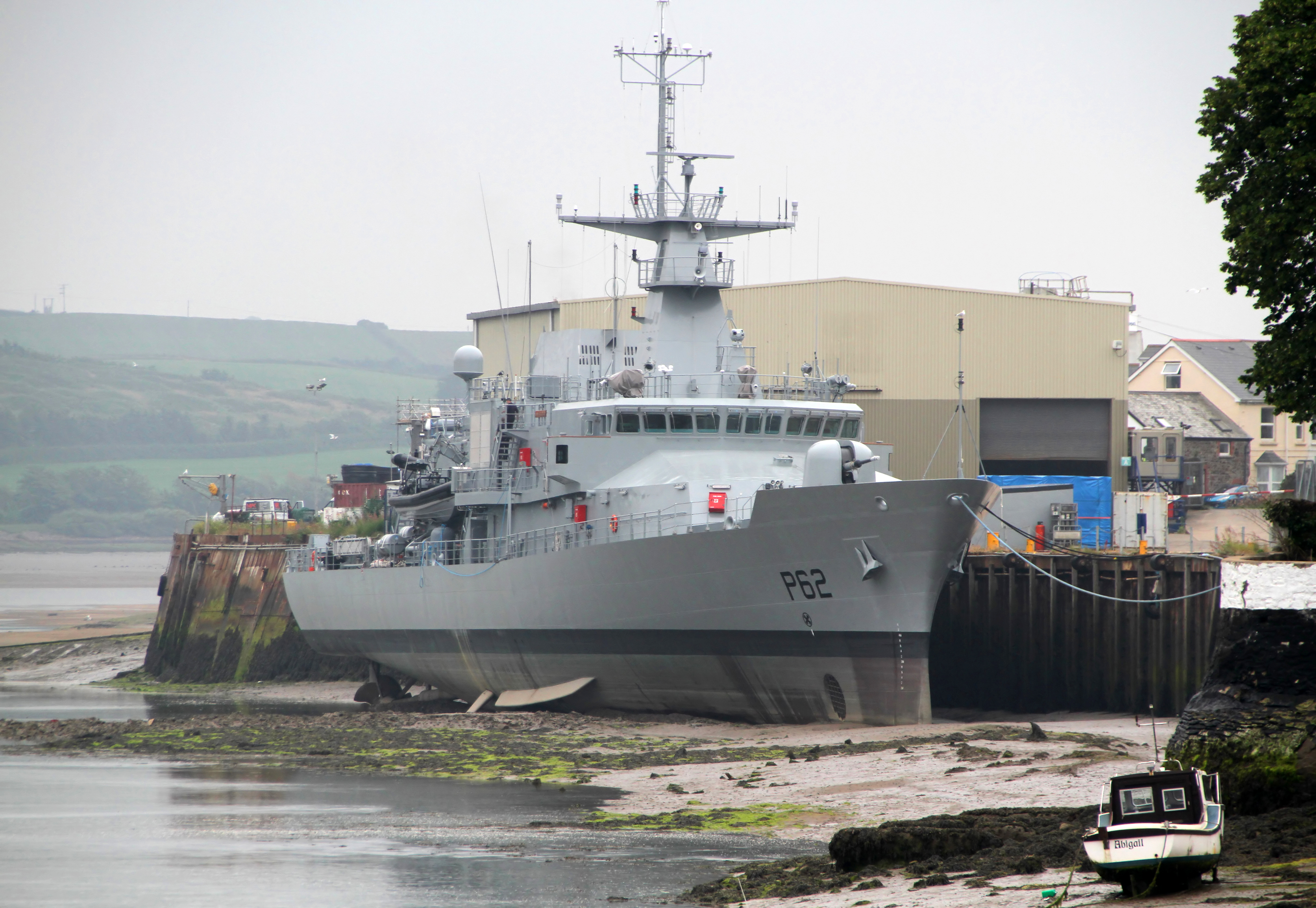
James Joyce (P62)
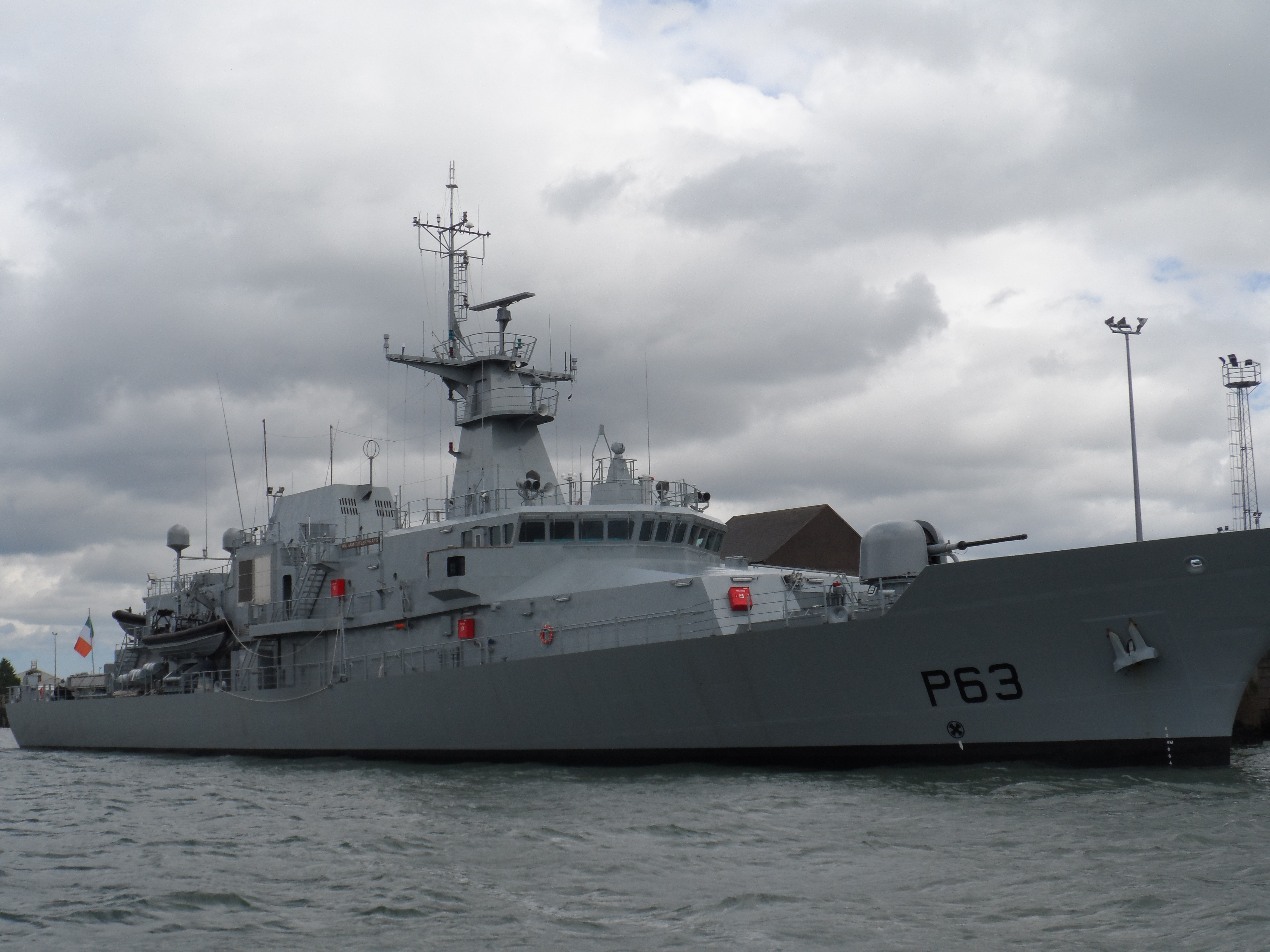
William Butler Yeats (P63)
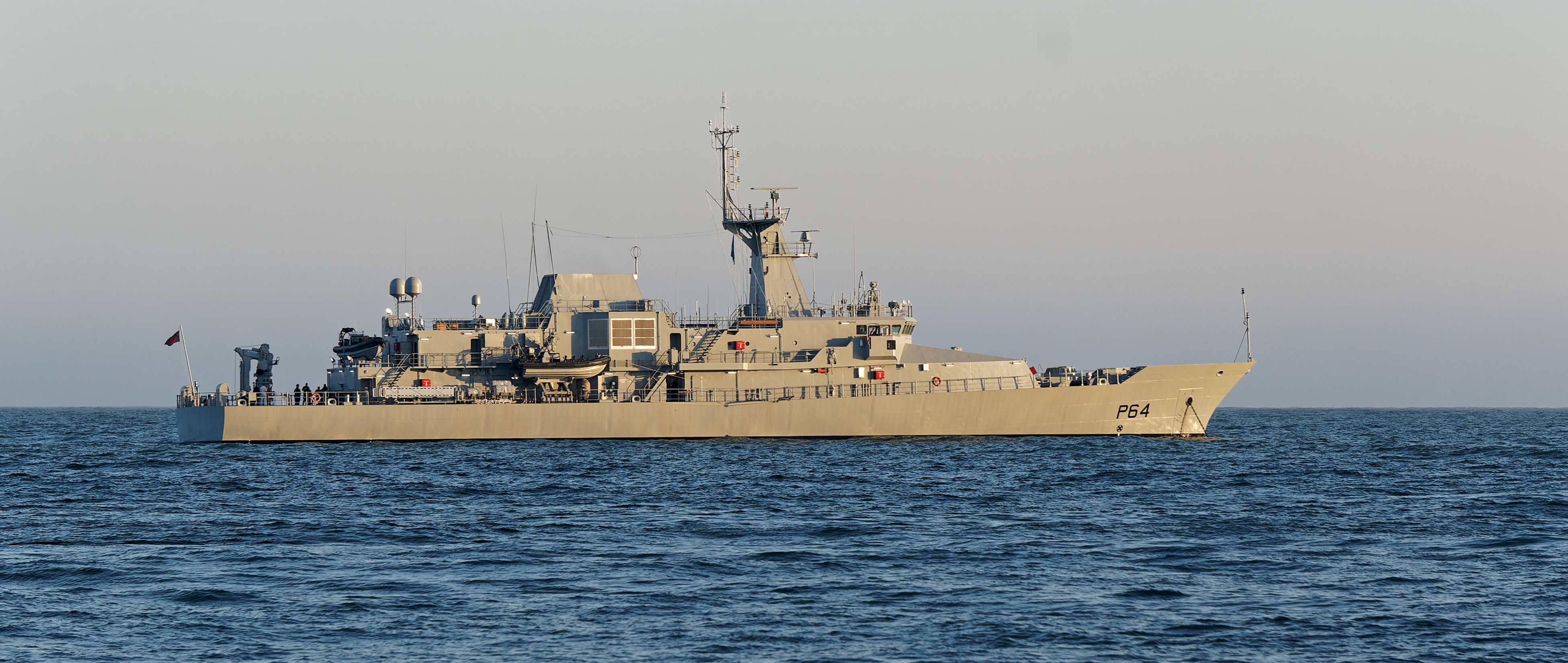
George Bernard Shaw (P64)